# Fédération des syndicats turcs de Chypre
La Kibris Türk İsçi Sendikalari Federasyonu (TURK-SEN - Fédération des syndicats turcs de Chypre) est un syndicat de la république turque de Chypre du Nord (non reconnue par l'Union européenne). Elle fut fondée en 1954. Elle est affiliée à la Confédération européenne des syndicats et à la Confédération syndicale internationale.